# Mistrzostwa Świata w Narciarstwie Dowolnym i Snowboardingu 2023
5. Mistrzostwa Świata w Narciarstwie Dowolnym i Snowboardingu – zawody w narciarstwie dowolnym i snowboardingu, będące jednocześnie 19. mistrzostwami świata w narciarstwie dowolnym oraz 15. mistrzostwami świata w snowboardingu. Rozgrywane były w dniach 19 lutego - 5 marca 2023 roku w gruzińskim Bakuriani.

## Narciarstwo dowolne

### Mężczyźni
| Konkurencja                  | Data      | Złoto            | Punkty           | Srebro             | Punkty            | Brąz            | Punkty      |
| Skicross szczegóły           | 26 lutego | Simone Deromedis | Simone Deromedis | Florian Wilmsmann  | Florian Wilmsmann | Erik Mobärg     | Erik Mobärg |
| Jazda po muldach szczegóły   | 25 lutego | Mikaël Kingsbury | 89,82            | Matt Graham        | 88,90             | Walter Wallberg | 88,52       |
| Muldy podwójne szczegóły     | 26 lutego | Mikaël Kingsbury | Mikaël Kingsbury | Walter Wallberg    | Walter Wallberg   | Matt Graham     | Matt Graham |
| Skoki akrobatyczne szczegóły | 23 lutego | Noé Roth         | 118,59           | Quinn Dehlinger    | 114,48            | Yang Longxiao   | 110,18      |
| Half-pipe szczegóły          | 4 marca   | Brendan Mackay   | 97,25            | Jon Sallinen       | 95,75             | Alex Ferreira   | 93,00       |
| Slopestyle szczegóły         | 28 lutego | Birk Ruud        | 90,75            | Christian Nummedal | 87,08             | Andri Ragettli  | 84,33       |
| Big air szczegóły            | 5 marca   | Troy Podmilsak   | 187,75           | Lukas Müllauer     | 184,50            | Birk Ruud       | 183,50      |

### Kobiety
| Konkurencja                  | Data      | Złoto            | Punkty          | Srebro         | Punkty       | Brąz               | Punkty         |
| Skicross szczegóły           | 26 lutego | Sandra Näslund   | Sandra Näslund  | Katrin Ofner   | Katrin Ofner | Fanny Smith        | Fanny Smith    |
| Jazda po muldach szczegóły   | 25 lutego | Perrine Laffont  | 87,40           | Jaelin Kauf    | 83,56        | Avital Carroll     | 80,19          |
| Muldy podwójne szczegóły     | 26 lutego | Perrine Laffont  | Perrine Laffont | Jaelin Kauf    | Jaelin Kauf  | Avital Carroll     | Avital Carroll |
| Skoki akrobatyczne szczegóły | 23 lutego | Kong Fanyu       | 85,30           | Danielle Scott | 83,84        | Anastasija Nowosad | 82,84          |
| Half-pipe szczegóły          | 4 marca   | Hanna Faulhaber  | 95,75           | Zoe Atkin      | 94,50        | Rachael Karker     | 92,25          |
| Slopestyle szczegóły         | 28 lutego | Mathilde Gremaud | 87,95           | Megan Oldham   | 87,75        | Johanne Killi      | 84,71          |
| Big air szczegóły            | 5 marca   | Tess Ledeux      | 186,75          | Sandra Eie     | 175,00       | Megan Oldham       | 174,00         |

### Mieszane
| Konkurencja                            | Data      | Złoto                                                                    | Punkty                                | Srebro                                       | Punkty                                  | Brąz                                                              | Punkty                                |
| Skoki akrobatyczne drużynowo szczegóły | 19 lutego | Stany Zjednoczone Ashley Caldwell · Christopher Lillis · Quinn Dehlinger | 331,37                                | Chiny Kong Fanyu · Li Tianma · Yang Longxiao | 320,71                                  | Ukraina Anastasija Nowosad · Ołeksandr Okipniuk · Dmytro Kotowski | 255,56                                |
| Skicross drużynowy szczegóły           | 26 lutego | Szwecja David Mobärg · Sandra Näslund                                    | Szwecja David Mobärg · Sandra Näslund | Kanada Reece Howden · Marielle Thompson      | Kanada Reece Howden · Marielle Thompson | Włochy Federico Tomasoni · Jole Galli                             | Włochy Federico Tomasoni · Jole Galli |

## Snowboarding

### Mężczyźni
| Konkurencja                 | Data      | Złoto              | Punkty             | Srebro           | Punkty         | Brąz            | Punkty          |
| Snowcross szczegóły         | 1 marca   | Jakob Dusek        | Jakob Dusek        | Martin Nörl      | Martin Nörl    | Omar Visintin   | Omar Visintin   |
| Gigant Równoległy szczegóły | 19 lutego | Oskar Kwiatkowski  | Oskar Kwiatkowski  | Dario Caviezel   | Dario Caviezel | Alexander Payer | Alexander Payer |
| Slalom Równoległy szczegóły | 21 lutego | Andreas Prommegger | Andreas Prommegger | Arvid Auner      | Arvid Auner    | Arnaud Gaudet   | Arnaud Gaudet   |
| Slopestyle szczegóły        | 27 lutego | Marcus Kleveland   | 87,23              | Ryoma Kimata     | 83,45          | Chris Corning   | 82,18           |
| Half-pipe szczegóły         | 3 marca   | Lee Chae-un        | 93,50              | Valentino Guseli | 93,00          | Jan Scherrer    | 89,25           |
| Big air szczegóły           | 5 marca   | Taiga Hasegawa     | 177,25             | Mons Røisland    | 157,25         | Nicolas Huber   | 150,50          |

### Kobiety
| Konkurencja                 | Data      | Złoto           | Punkty          | Srebro               | Punkty         | Brąz               | Punkty             |
| Snowcross szczegóły         | 1 marca   | Eva Adamczyková | Eva Adamczyková | Josie Baff           | Josie Baff     | Lindsey Jacobellis | Lindsey Jacobellis |
| Gigant Równoległy szczegóły | 19 lutego | Tsubaki Miki    | Tsubaki Miki    | Daniela Ulbing       | Daniela Ulbing | Aleksandra Król    | Aleksandra Król    |
| Slalom Równoległy szczegóły | 21 lutego | Julie Zogg      | Julie Zogg      | Ladina Jenny         | Ladina Jenny   | Sabine Schöffmann  | Sabine Schöffmann  |
| Slopestyle szczegóły        | 27 lutego | Mia Brookes     | 91,38           | Zoi Sadowski-Synnott | 88,78          | Miyabi Onitsuka    | 83,05              |
| Half-pipe szczegóły         | 3 marca   | Cai Xuetong     | 90,50           | Elizabeth Hosking    | 85,50          | Mitsuki Ono        | 83,00              |
| Big air szczegóły           | 5 marca   | Anna Gasser     | 162,50          | Miyabi Onitsuka      | 161,25         | Tess Coady         | 153,25             |

### Mieszane
| Konkurencja                           | Data      | Złoto                                              | Srebro                                         | Brąz                                    |
| Slalom równoległy drużynowo szczegóły | 22 lutego | Włochy Aaron March · Nadya Ochner                  | Austria Andreas Prommegger · Sabine Schöffmann | Szwajcaria Dario Caviezel · Julie Zogg  |
| Snowcross drużynowy szczegóły         | 1 marca   | Wielka Brytania Huw Nightingale · Charlotte Bankes | Austria Jakob Dusek · Pia Zerkhold             | Francja Merlin Surget · Chloe Trespeuch |

## Tabela medalowa
| #   | Reprezentacja     | Złoto | Srebro | Brąz | Razem |
| --- | ----------------- | ----- | ------ | ---- | ----- |
| 1.  | Austria           | 3     | 6      | 4    | 13    |
| 2.  | Kanada            | 3     | 3      | 3    | 9     |
| 2.  | Stany Zjednoczone | 3     | 3      | 3    | 9     |
| 4.  | Szwajcaria        | 3     | 2      | 5    | 10    |
| 5.  | Francja           | 3     | 0      | 1    | 4     |
| 6.  | Norwegia          | 2     | 3      | 2    | 7     |
| 7.  | Japonia           | 2     | 2      | 2    | 6     |
| 8.  | Szwecja           | 2     | 1      | 2    | 5     |
| 9.  | Chiny             | 2     | 1      | 1    | 4     |
| 10. | Wielka Brytania   | 2     | 1      | 0    | 3     |
| 11. | Włochy            | 2     | 0      | 2    | 4     |
| 12. | Polska            | 1     | 0      | 1    | 2     |
| 13. | Czechy            | 1     | 0      | 0    | 1     |
| 13. | Korea Południowa  | 1     | 0      | 0    | 1     |
| 15. | Australia         | 0     | 4      | 2    | 6     |
| 16. | Niemcy            | 0     | 2      | 0    | 2     |
| 17. | Finlandia         | 0     | 1      | 0    | 1     |
| 17. | Nowa Zelandia     | 0     | 1      | 0    | 1     |
| 19. | Ukraina           | 0     | 0      | 2    | 2     |